# Marcelo Escudero
Marcelo Alejandro Escudero (ur. 25 lipca 1972 w Punta Alta) – argentyński piłkarz, grający na pozycji pomocnika.

## Kariera klubowa
Marcelo Escudero rozpoczął karierę w 1991 roku w prowincjonalnym klubie Sporting Punta Alta. Kolejnym jego klubem był Newell’s Old Boys Rosario. Z Newell’s Old Boys zdobył mistrzostwo Argentyny w turnieju Clausura w 1992.
W latach 1996–2002 był zawodnikiem stołecznego River Plate. Z River Plate czterokrotnie zdobył mistrzostwo Argentyny Clausura 1997, Apertura 1999, Clausura 2000, Clausura 2002, Copa Libertadores 1996 i Supercopa Sudamericana w 1997. W lidze argentyńskiej rozegrał 203 spotkania, w których strzelił 22 bramki. W 2003 roku miał epizod w brazylijskiej Fortalezie. Ostatnim klubem w karierze Escudero było Olimpo Bahía Blanca, gdzie zakończył karierę w 2004 roku.

## Kariera reprezentacyjna
W latach 1994–1995 Escudero grał dla reprezentacji Argentyny. W 1995 roku wystąpił w drugiej edycji Pucharu Konfederacji, na którym Argentyna zajęła drugie miejsce. Na turnieju w Rijadzie wystąpił we wszystkich trzech meczach z Japonią, Nigerią oraz w finale z Danią. W tym samym roku uczestniczył w Copa América 1995, na którym Argentyna odpadła w ćwierćfinale. Na turnieju w Urugwaju wystąpił tylko w meczu z USA. W latach 1994–1995 wystąpił w barwach albicelestes w 9 meczach, w których strzelił 1 bramkę.